# Ozimna sovka
Ozimna sovka (znanstveno ime Agrotis segetum) je vrsta sovk, ki je škodljivec kmetijskih rastlin in v drevesnicah.

## Opis
Odrasel metulj meri preko kril med 40 in 45 mm. Prednja krila so temno sive barve s temnimi pegami, ki so včasih nejasne. Gosenice so rumeno rjave barve do sivo prstene barve in gole. Takoj po izleganju imajo mlade gosenice nepopolno število nog, kasneje pa jim zraste največ do pet parov. Ob nevarnosti se zvijejo v klobčič. Vzdolž hrbta imajo tri temnejše proge, od katerih je srednja dvojna. Mlade gosenice so aktivne podnevi in objedajo liste gostiteljske rastline. Starejši stadiji ličink dneve preživijo v zemlji, aktivne pa so ponoči. Na zadku imajo gosenice po dva kaveljčka. Gosenice se zabubijo v tleh, buba meri med 20 in 30 mm v dolžino, v širino pa med 5 in 8 mm.
Na leto lahko ima ozimna sovka dve do tri generacije in roji vse poletje. Prezimi kot gosenica v zadnjem stadiju pred preobrazbo, včasih pa tudi v drugih stadijih. Samica odlaga jajčeca na stebla mnogo različnih vrst rastlin blizu tal. Skupaj odloži do 2000 jajčec.